# Štrbské pleso
Pour les articles homonymes, voir Štrbské Pleso pour la localité.
Le Štrbské pleso (Lac de Štrba) est un lac d’origine glaciaire de Slovaquie. Il est situé dans le massif des Hautes Tatras. Sa surface est de 19,76 ha, sa profondeur de 20 m à une altitude de 1 346 m. Son volume d'eau est de 1 284 000 m3 pour une longueur de 640 m et une largeur de 600 m. Il est recouvert de glace 155 jours par an. Il a donné son nom à la localité de Štrbské Pleso.